# فيفا ستريت 2
فيفا ستريت 2 (بالإنجليزية: FIFA Street 2)، هي لعبة فيديو من نوع رياضة كرة القدم، تم تطوير اللعبة من قبل ستوديو إي أيه كندا، ونشرها شركة إي أيه سبورتس بيغ، صدرت اللعبة في السوق سنة 2006، وتعمل على منصات نينتندو دي أس، بلاي ستيشن 2، إكس بوكس، بلاي ستيشن بورتبل، غيم كيوب، والهواتف المحمولة.

## الفرق القومية
توفر اللعبة الفرق القومية، ومنها:
- البرازيل
- إنجلترا
- إيطاليا
- نيجيريا
- المكسيك

## روابط خارجية
- فيفا ستريت 2 على موقع IMDb (الإنجليزية)